# Heinsza
A Heinsza (hangul: 해인사, „a tengeri mudrá temploma”) a buddhista csogje rend (조계종, Csogje csong) főtemploma, mely Dél-Korea Dél-Kjongszang tartományában, a Kaja-hegységben (가야산 Kajaszan) található. A templom egyben a Tripitaka Koreana (팔만 대장경 Phalman Tedzsangkjong) otthona is. A Tripitaka Koreana 81 258 fa nyomódúcból áll, amelyeket a 13. században készítettek az itt élő szerzetesek, és amelyekkel a világ legrégebbi érintetlen, kínai írással feljegyzett buddhista kánonját lehet nyomtatni. A templom a Világörökség részét képezi, és egyike a „három drágaság templomának” Koreában, a három közül a Dharmát, Buddha tanításait jelképezi. A Tripitaka Koreana és a neki otthont adó Cshanggjong phandzson (장경판전) épület nemzeti kincsek (a 32. és az 52.) Dél-Koreában, Heinsza maga történelmi látványosságként megjelölt örökségvédelmi helyszín, a Kaja-hegy 2095 hektáros környezete pedig festői hely.

## Története
A legenda szerint a templomot 802-ben hozta létre két buddhista szerzetes, Szunung (순응) és Idzsong (이정). A történet szerint a Kínából hazatérő megvilágosodott szerzetesek a Kaja-hegy Hongnjudong (홍류동) völgyében pihentek meg. Itt talált rájuk Edzsang sillai király (애장왕) küldötte, aki sürgősen segítséget keresett a beteg királyné gyógyítására. A szerzetesek egy fonalat adtak a küldöttnek azzal az utasítással, hogy kössék az egyik végét egy fenyőfához, a másikat a királynéhoz. Így tettek, a királyné meggyógyult, a fa pedig elpusztult. Hálából a király templomot építtetett a két szerzetesnek a Kaja-hegyen.
Sokkal valóságosabb történetet ír le Cshö Cshivon (최치원) sillai kalligráfus, aki utolsó napjait a Kaja-hegyen töltötte elvonulva. 900 körül keletkezett írásában arról számol be, hogy a templomot Szunung és Idzsong hozták létre, anyagi segítséggel az özvegy királynétól, aki a buddhizmus nagy támogatója volt.
A 10. században újították fel a templomegyüttest először, a Korjo-dinasztia alapító királyának, Thedzsonnak a segítségével, aki jelentős összeggel támogatta Heinszát. A második nagy felújítást a 15. század végén vitték véghez, Szedzso király két menyének, Inszunak és Inhjének a támogatásával. Az 1490-ig tartó felújítás során több épületet is csatoltak a komplexumhoz, többek között ekkor épült a fő kegyhely és a Cshanggjong phandzson, melyet kifejezetten a Tripitaka nyomódúcainak készítettek. A 16. században a nehezen megközelíthetősége miatt a templom túlélte a japán inváziót, amely szinte minden koreai templomot és palotát földig rombolt. Az ezt követő évszázadokban hétszer ütött ki tűz a templomban, de mindig sikerült megmenteni az épületeket. A koreai háborúban egy dél-koreai katona azt a parancsot kapta, hogy bombázza a területet az ott megbújó kommunista katonák miatt, ám a pilóta megtagadta a parancsot, a Tripitaka Koreana védelmében.

## Galéria

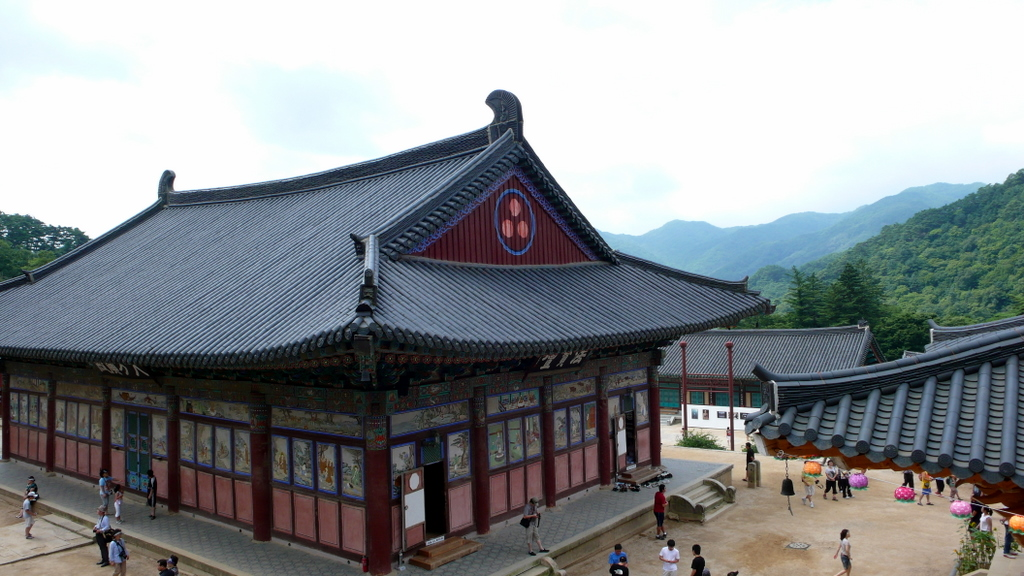
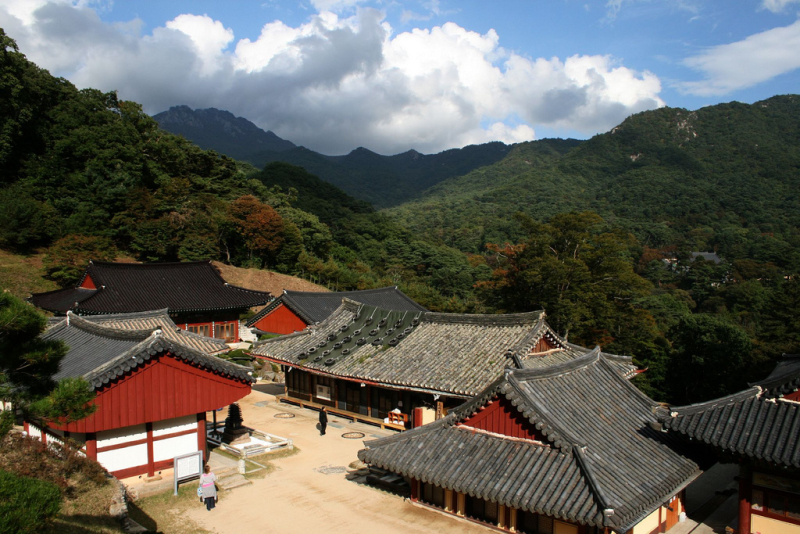
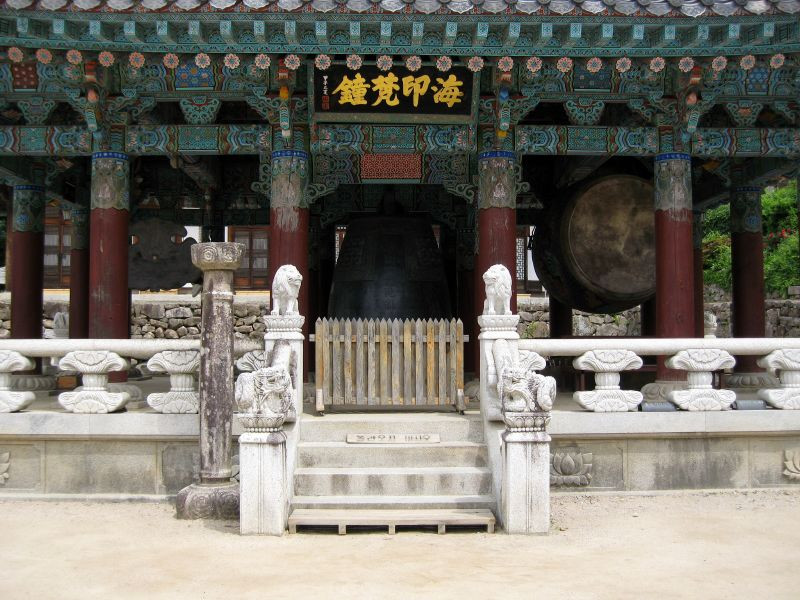
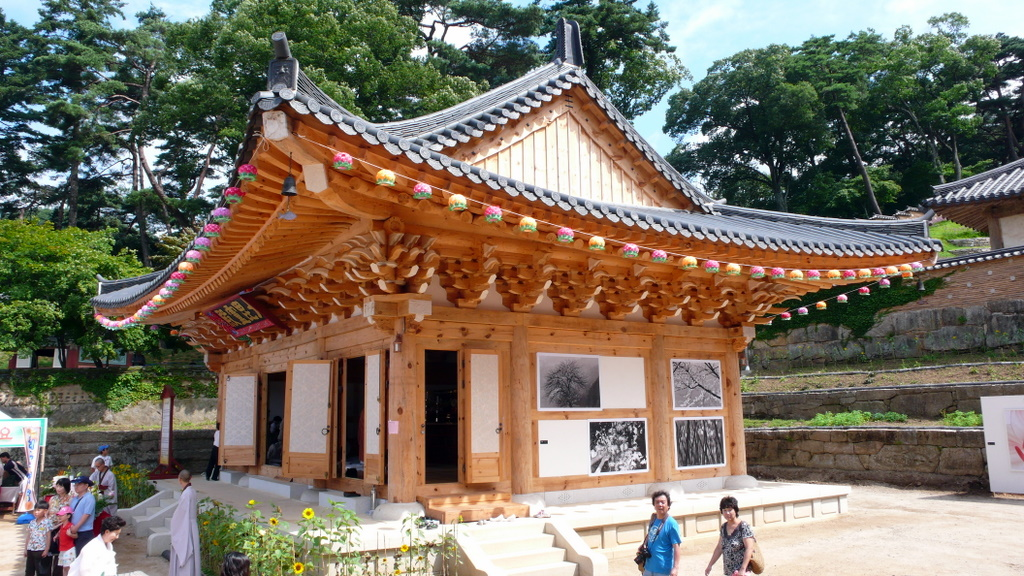
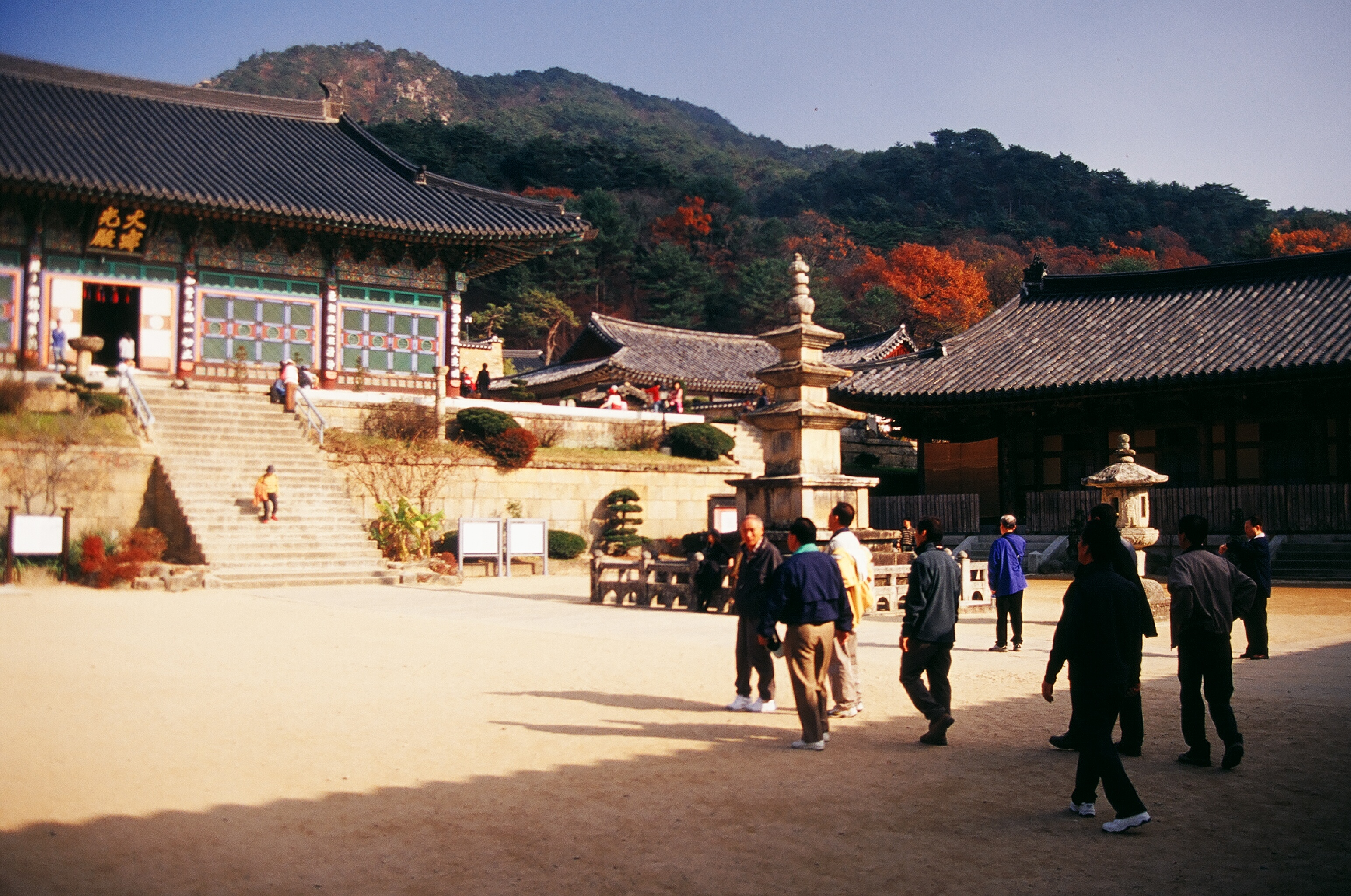
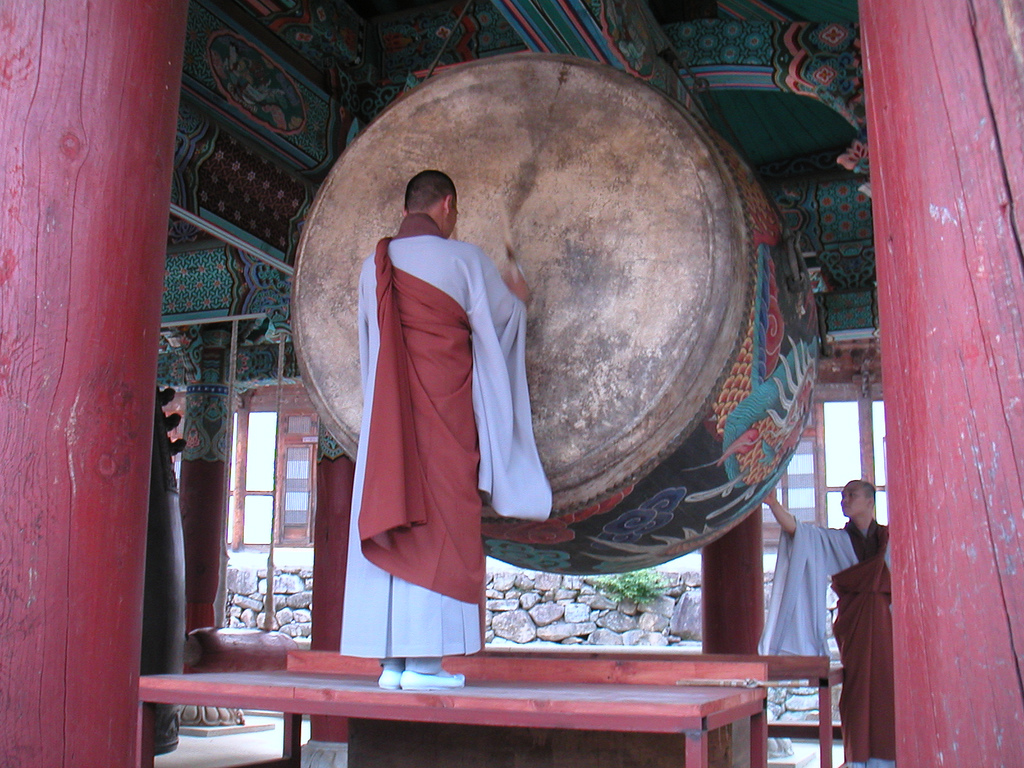
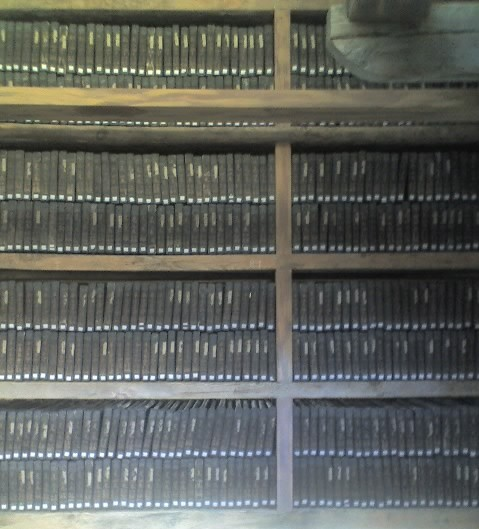
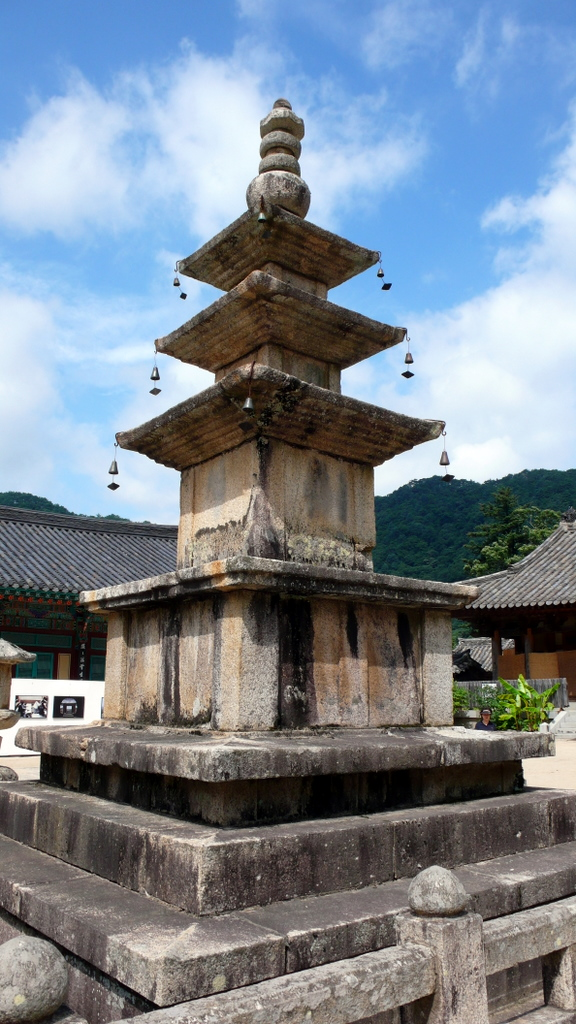
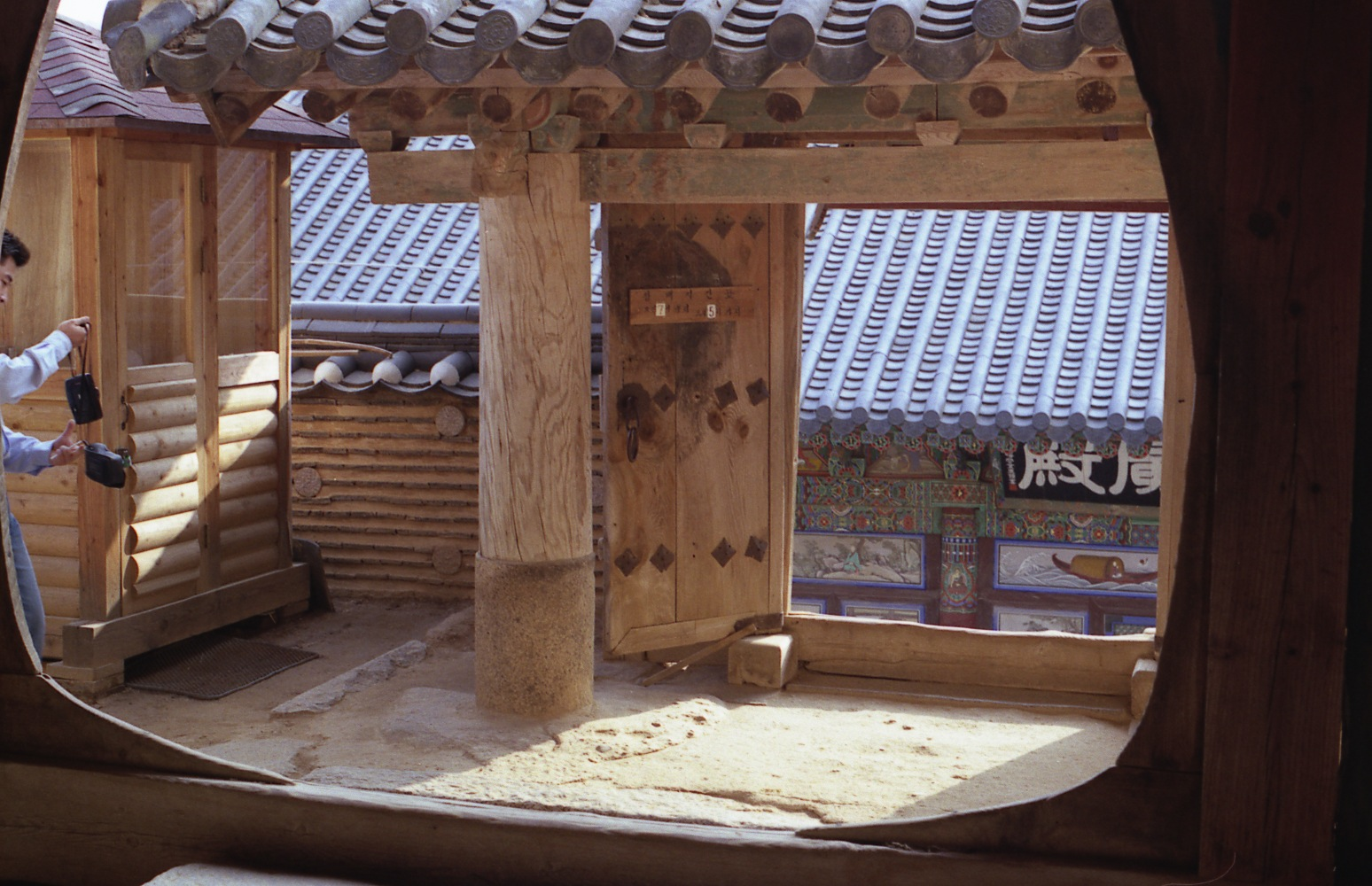
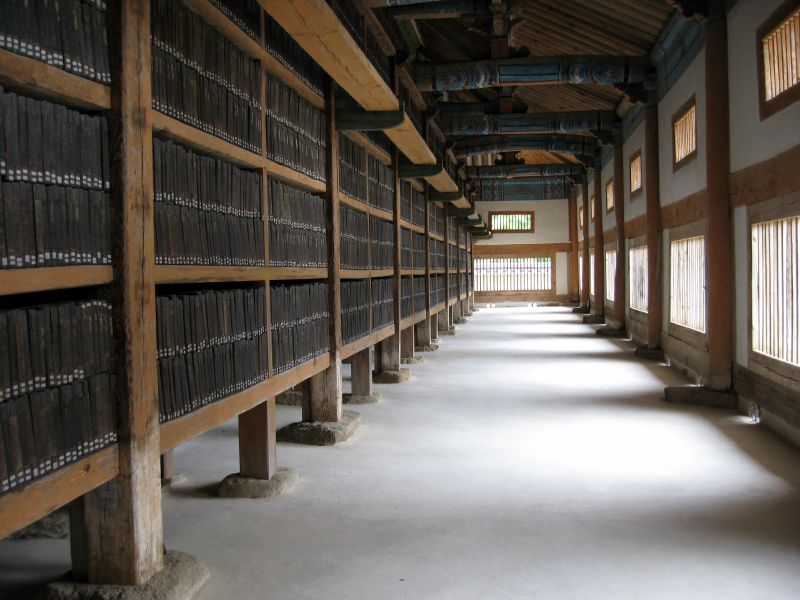